# Kitebuggy

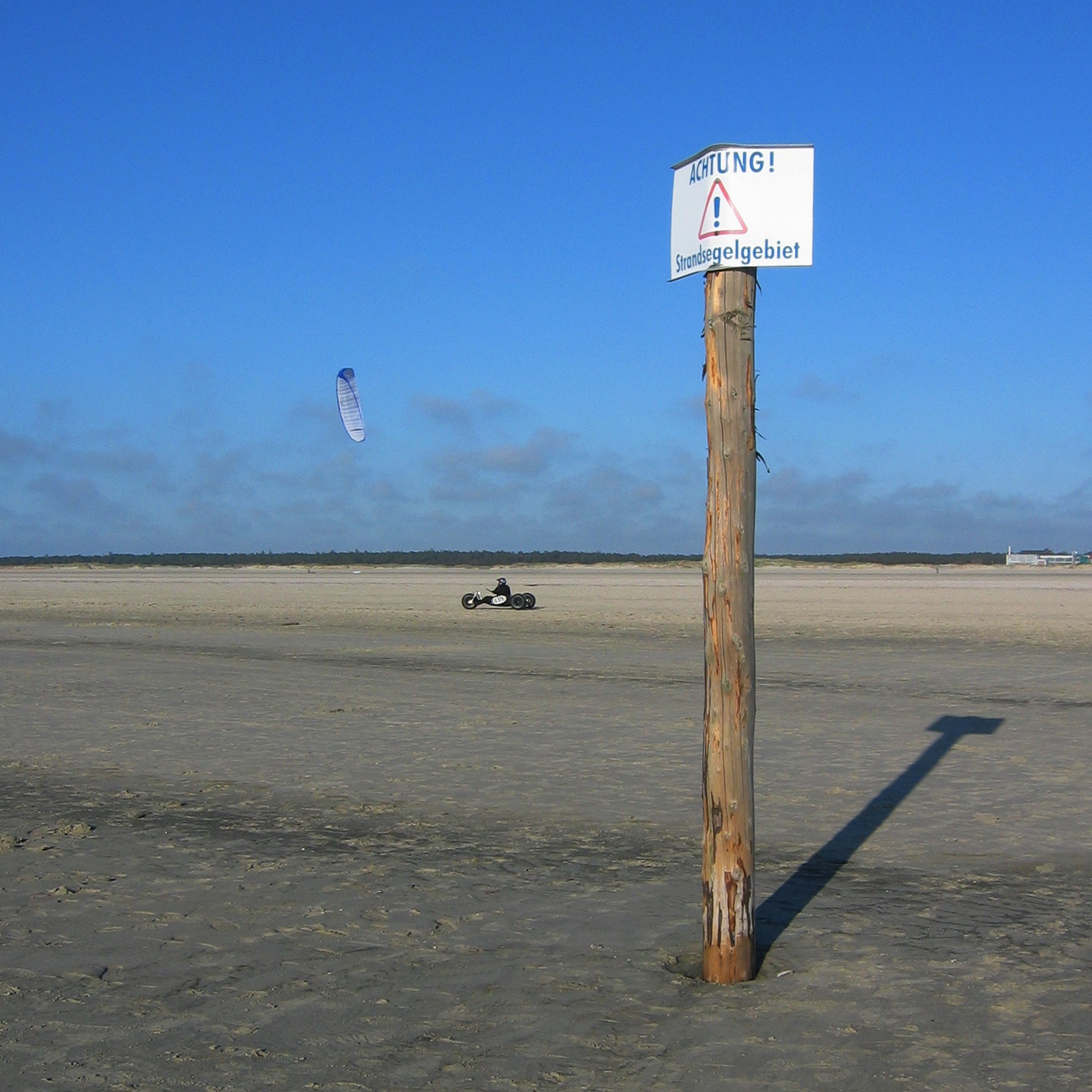
Kitebuggyfahrer und Strandsegel-Hinweisschild in Sankt Peter-Ording

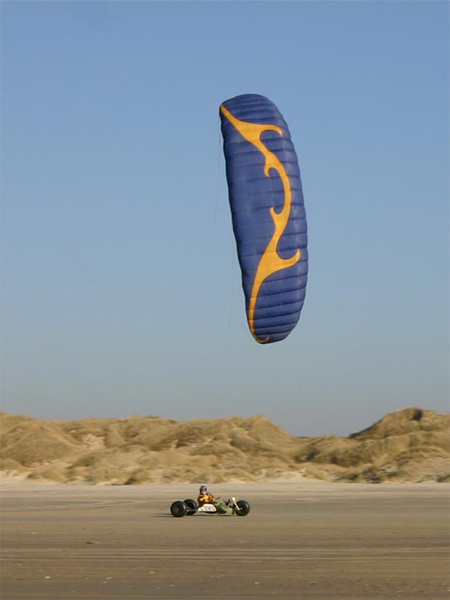
Rennbuggy in Dänemark

Ein Kitebuggy ist ein in der Regel dreirädriges, seltener vierrädriges Fahrzeug, das durch einen meist stablosen Vierleiner-Drachen (Powerkite) gezogen und mit den Füßen über die Vorderachse gesteuert wird. Die breite Hinterachse sorgt für Halt beim Kurvenfahren.

## Geschichte
Erste Versuche des Kitesailings gab es schon 1826, der moderne Kitebuggy wurde jedoch Ende der 1980er Jahre in Neuseeland erfunden, vom Drachenbauer Peter Lynn. Ab Anfang der 1990er Jahre wurde der Kitebuggy auch in Deutschland bekannt, worauf viele Drachenfreunde sich eigene Buggys bauten, die allerdings relativ bizarr aussahen und sehr unsicher waren. Ende der 1990er Jahre wurde der Sport populär und wird seitdem weltweit von vielen Kitesportbegeisterten betrieben.

## Kitebuggyfahren
Das Kitebuggyfahren ist eine Unterart des Kitesailings und gilt als Sonderform des Strandsegelns (F.I.S.L.Y. Klasse 8). Im Wesentlichen werden zwei verschiedene Arten des Kitebuggyfahrens unterschieden:
- Beim Rennbuggy-Fahren stehen hohe Geschwindigkeiten und lange Distanzen im Vordergrund. Rennbuggys sind meist schwerer und größer, um bei höheren Geschwindigkeiten einen ruhigeren Lauf sicherzustellen.
- Beim Freestyle-Buggyfahren ist die Wendigkeit des Buggys wichtig. Hier werden mit dem Buggy zum Teil spektakuläre artistische Tricks und Sprünge gemacht, das Erreichen einer großen Geschwindigkeit ist hier zweitrangig. In Kontinentaleuropa ist Freestyle-Buggyfahren weniger populär. Buggys für das Freestylefahren sind in der Regel kleinere und leichte Sportgeräte.

## Örtlichkeiten
Wichtige „Spots“ zum Buggyfahren sind in Deutschland unter anderem die Strände von Norderney,  Borkum und Sankt Peter-Ording sowie auf den dänischen Inseln Rømø und Fanø. Weitere Fahrgebiete gibt es zudem entlang der holländischen, belgischen und der französischen Küste. Im Binnenland gibt es einzelne "Spots" in sogenannten "Kiteparks" sowie auf großen Wiesen, Feldern oder ehemaligen Flugplätzen wie der Tempelhofer Freiheit. Auf Segelflugplätzen ist das Buggyfahren zwar grundsätzlich nicht verboten, jedoch darf nach neuesten Verordnungen im gesamten Umkreis von 1,5 km nicht einmal ein Drachen steigen gelassen werden. Somit ist es auch unmöglich, Buggykiting zu betreiben. In Naturschutzgebieten ist das Kitebuggyfahren ebenfalls verboten.